# Gamavisión
Gamavisión est une chaîne de télévision équatorienne.
Cette société de télévision est membre de l'Organisation des Télécommunications Ibéro-Américaines (OTI).